# Mi amiga Dottie, ¿dónde estás?
Mi amiga Dottie, ¿dónde estás?, también conocido simplemente como Mi amiga Dottie (y a veces escrito como Dotty o Doty) es un cortometraje animado canadiense de 1991 de 25 minutos de duración. Es la versión doblada al español de Tooth Fairy, Where Are You? y fue producida por Lacewood Productions; se emitió con cierta frecuencia a través de Canal Panda y Club Súper 3 en Vía Digital entre 1998 y 2000.

## Argumento
Dottie, una simpática hada con gafas, rizos pelirrojos e impermeable amarillo, está entrenándose para ser una buena hada de los dientes, sin embargo, es un poco torpe y tiene dificultades. Una noche, le toca hacer una visita a la casa de la pequeña Lori, que últimamente empieza a dudar la existencia de las hadas. Dottie se despista y sin querer despierta a Lori; aunque ella se pone muy contenta al verla, Dottie sabe que a roto una de las reglas fundamentales de las hadas. Lori invita a Dottie a quedarse en su hogar durante unos días y le ofrece una cómoda cama dentro de su casa de muñecas. Lori también lleva gafas y tiene pecas, por esta razón es víctima de burla para algunos niños en la escuela y esto entristece mucho a la niña. Un día, decide llevar a Dottie a la escuela como su nueva muñeca y todos quedan asombrados con sus habilidades extraordinarias. Llega el día en el que Dottie tiene que separarse de su nueva amiga, y pasar un examen en su escuela de hadas; si aprueba, nunca más podrá volver a ver a Lori.

## Reparto original
- Lenore Zann - Dottie
- Amy Fulco - Lori
- Leo Leyden - Narrador
- Aline Van Dine - Matilda
- Elizabeth Kevrvorst - Destello
- Rick Jones - Juez, Padre
- Amyas Godfrey - Gordon
- Linda Feige - Señorita Stewart